# Pol Krugman
Pol Robin Krugman (/ˈkrʊɡmən/ ( слушај) ; rođen 28. februar 1953) američki je ekonomista koji je trenutno profesor ekonomije pri Diplomskom centru Siti univerziteta Njujorka, i novinar za Njujork tajms. Godine 2008, Krugman je nagrađen Nobelovom nagradom za ekonomiju za njegove doprinose novoj trgovinskoj teoriji i novoj ekonomskog geografiji. Odbor za nagrade naveo je Krugmanov rad na objašnjavanju obrazaca međunarodne trgovine i geografske distribucije ekonomske aktivnosti, ispitivanjem učinaka veličine ekonomije i potrošačkih preferencija za različite proizvode i usluge.
Krugman je ranije bio profesor ekonomije na MIT, i nakon toga na Univerzitetu Prinston. On se penzionisao sa Prinstona u junu 2015, i ima titulu profesora emeritusa tog univerziteta. Takođe ima zvanje profesora stogodišnjice na Londonskoj školi ekonomije. Krugman je bio predsednik Istočne ekonomske asocijacije 2010. godine, i on je jedan od najuticajnijih ekonomista na svetu. Krugman je poznat u akademskim krugovima po njegovom radu u oblastima međunarodne ekonomije (uključujući trgovinsku teoriju i međunarodnih finansija), ekonomske geografije, zamkama likvidnosti, i valutnih kriza.
Krugman je autor ili editor 27 knjiga, uključujući naučne radove, udžbenike i knjige za opštu publiku. On je objavio više od 200 naučnih članaka u stručnim časopisima i editovanim tomovima. On je isto tako napisao nekoliko stotina rubrika o ekonomskim i političkim pitanjima za Njujork Tajms, Forčun i Slejt. Jedan pregled ekonomskih profesora iz 2011. godine ga je imenovao njihovim omiljenim živim ekonomistom mlađim od 60 godina. Kao komentator, Krugman je pisao o širokom opsegu ekonomskih problema uključujući distribuciju prihoda, oporezivanje, makroekonomiju, i međunarodnu ekonomiju. Krugman sebe smatra modernim liberalom, kad govori o svojim knjigama, svom blogu u Njujork Tajmsu, i svojoj knjizi iz 2007. godine sa naslovom Svest liberala.
Njegovi popularni novinski članci su privukli široku pažnju i komentare, pozitivne i negativne.

## Objavljeni radovi

### Akademske knjige (autor ili koautor)
- (July 1999), with Masahisa Fujita and Anthony Venables. The Spatial Economy – Cities, Regions and International Trade. MIT Press. ISBN 978-0-262-06204-6.
- (February 1996). Krugman, Paul (11. 4. 1996). The Self Organizing Economy. John Wiley & Sons. ISBN 978-1-55786-698-1.
- (December 1995), with Guillermo de la Dehesa. EMU and the Regions. ISBN 978-1-56708-038-4.
- (September 1995). Development, Geography, and Economic Theory (Ohlin Lectures). ISBN 978-0-262-11203-1.
- (February 1995), with Edward M. Graham. Graham, Edward Montgomery; Krugman, Paul R. (1995). Foreign Direct Investment in the United States (3rd изд.). Institute for International Economics. ISBN 978-0-88132-204-0.
- (September 1994). Krugman, Paul R. (1992). World Savings Shortage. Institute for International Economics. ISBN 978-0-88132-161-6.
- Krugman, Paul R. (1993). What Do We Need to Know About the International Monetary System? (Essays in International Finance, No 190 July 1993). International Finance Section, Department of Economics, Princeton University. ISBN 978-0-88165-097-6.
- (June 1992). Krugman, Paul R. (1992). Currencies and Crises. MIT Press. ISBN 978-0-262-11165-2.
- (August 1991). Geography and Trade (Gaston Eyskens Lecture Series). ISBN 978-0-262-11159-1.
- (July 1991), with Guillermo de la Dehesa and Charles Taylor. Taylor, Charles; Dehesa, Guillermo De La (1991). The Risks Facing the World Economy. Group of Thirty. ISBN 978-1-56708-073-5.
- (June 1991). Krugman, Paul R. (1991). Has the Adjustment Process Worked? (Policy Analyses in International Economics, 34). Institute for International Economics. ISBN 978-0-88132-116-6.
- (April 1990). Krugman, Paul R. (јануар 1990). Rethinking International Trade. MIT Press. ISBN 978-0-262-11148-5.
- (March 1989), with Elhanan Helpman. Trade Policy and Market Structure. ISBN 978-0-262-08182-5.
- (November 1988). Krugman, Paul R. (1989). Exchange-Rate Instability (Lionel Robbins Lectures). MIT Press. ISBN 978-0-262-11140-9.
- (August 1987). Krugman, Paul R. (1987). Adjustment in the World Economy. Group of Thirty. ISBN 978-1-56708-023-0.
- (May 1985), with Elhanan Helpman. Market Structure and Foreign Trade: Increasing Returns, Imperfect Competition, and the International Economy. ISBN 978-0-262-08150-4.

### Akademske knjige (editor ili koeditor)
- (September 2000). Krugman, Paul (септембар 2000). Currency Crises (National Bureau of Economic Research Conference Report). University of Chicago Press. ISBN 978-0-226-45462-7.
- (March 1995). Krugman, Paul (март 1995). Trade with Japan: Has the Door Opened Wider? (National Bureau of Economic Research Project Report). University of Chicago Press. ISBN 978-0-226-45459-7.
- (April 1994), co-edited with Alasdair Smith. Krugman, Paul; Smith, Alasdair (15. 4. 1994). Empirical Studies of Strategic Trade Policy (National Bureau of Economic Research Project Report). University of Chicago Press. ISBN 978-0-226-45460-3.
- (October 1991), co-edited with Marcus Miller. Krugman, Paul; Miller, Marcus (24. 10. 1991). Exchange Rate Targets and Currency Bands. Cambridge University Press. ISBN 978-0-521-41533-0.
- (January 1986). Krugman, Paul R. (јануар 1986). Strategic Trade Policy and the New International Economics. MIT Press. ISBN 978-0-262-11112-6.

### Ekonomski udžbenici textbooks
- (Spring 2007), with Robin Wells and Kathryn Graddy. Krugman, Paul; Wells, Robin; Graddy, Kathryn (6. 4. 2007). Economics: European Edition. Macmillan. ISBN 978-0-7167-9956-6.
- (February 2006), with Robin Wells. Krugman, Paul R.; Wells, Robin (2006). Macroeconomics. Worth. ISBN 978-0-7167-6763-3.
- first edition (December 2005), with Robin Wells. Krugman, Paul; Wells, Robin (2006). Economics. Worth Publishers. ISBN 978-1-57259-150-9.
- second edition with Robin Wells. Krugman, Paul R.; Wells, Robin (2009). Economics. Macmillan. ISBN 978-0-7167-7158-6.
- third edition with Robin Wells. Krugman, Paul; Wells, Robin (2013). Economics. Worth Publishers. ISBN 978-1-4292-5163-1.
- (March 2004), with Robin Wells. Krugman, Paul; Wells, Robin (март 2004). Microeconomics. Macmillan Higher Education. ISBN 978-0-7167-5997-3.
- International Economics: Theory and Policy, with Maurice Obstfeld. Krugman, Paul R.; Obstfeld, Maurice (2006). International Economics: Theory and Policy (7th изд.). Pearson Addison-Wesley. ISBN 978-0-321-29383-1.. Krugman, Paul R.; Obstfeld, Maurice (1998). International Economics: Theory and Policy (1st изд.). HarperCollins. ISBN 978-0-673-52186-6.

### Knjige za generalnu publiku
- (April 2012). Krugman, Paul (30. 4. 2012). End This Depression Now!. W. W. Norton & Company. ISBN 978-0-393-08877-9.
  - A call for stimulative expansionary policy and an end to austerity
- (December 2008). The Return of Depression Economics and the Crisis of 2008. ISBN 978-0-393-07101-6.
  - An updated version of his previous work.
- (October 2007). Krugman, Paul (30. 10. 2007). The Conscience of a Liberal. W. W. Norton & Company. ISBN 978-0-393-06069-0.
- (September 2003). Krugman, Paul R. (2003). The Great Unraveling: Losing Our Way in the New Century. W. W. Norton & Company. ISBN 978-0-393-05850-5.
  - A book of his The New York Times columns, many deal with the economic policies of the Bush administration or the economy in general.
- (May 4). Krugman, Paul R.; Bush, George Walker (2001). Fuzzy Math: The Essential Guide to the Bush Tax Plan. Norton. ISBN 978-0-393-05062-2.
- (May 1999). Krugman, Paul R. (1999). The Return of Depression Economics. W. W. Norton & Company. ISBN 978-0-393-04839-1.
  - Considers the long economic stagnation of Japan through the 1990s, the Asian financial crisis, and problems in Latin America.
  - (December 2008). The Return of Depression Economics and the Crisis of 2008. ISBN 978-0-393-07101-6.
- (May 1998). Krugman, Paul R.; Bunge, Nicolas Christianowitch (1998). The Accidental Theorist and Other Dispatches from the Dismal Science. Norton. ISBN 978-0-393-04638-0.
  - Essay collection, primarily from Krugman's writing for Slate.
- (March 1996). Krugman, Paul R. (1996). Pop Internationalism. MIT Press. ISBN 978-0-262-11210-9.
  - Essay collection, covering largely the same ground as Peddling Prosperity.
- (April 1995). Krugman, Paul R. (4. 4. 1995). Peddling Prosperity: Economic Sense and Nonsense in an Age of Diminished Expectations. W. W. Norton & Company. ISBN 978-0-393-31292-8.
  - History of economic thought from the first rumblings of revolt against Keynesian economics to the present, for the layman.
- Krugman, Paul R. (1990). The Age of Diminished Expectations: U.S. Economic Policy in the 1990s. MIT Press. ISBN 978-0-262-11156-0.
  - A "briefing book" on the major policy issues around the economy.
  - Revised and Updated, January. Krugman, Paul R. (1994). The Age of Diminished Expectations: U.S. Economic Policy in the 1990s. MIT Press. ISBN 978-0-262-61092-6.
  - Third Edition, August. Krugman, Paul R. (1997). The Age of Diminished Expectations: U.S. Economic Policy in the 1990s. MIT Press. ISBN 978-0-262-11224-6.

### Izabarani akademski članci
- (2012) 'Debt, Deleveraging, and the Liquidity Trap: A Fisher-Minsky-Koo Approach' The Quarterly Journal of Economics 127 (3), pp. 1469–513.
- (2009) 'Krugman, Paul (2009). „The Increasing Returns Revolution in Trade and Geography”. The American Economic Review. 99 (3): 561—571. JSTOR 25592474. doi:10.1257/aer.99.3.561.' The American Economic Review 99(3), pp. 561–71.
- (1998) 'It's Baaack: Japan's Slump and the Return of the Liquidity Trap' Brookings Papers on Economic Activity 1998, pp. 137–205.
- (1996) 'Are currency crises self-fulfilling?' NBER Macroeconomics Annual 11, pp. 345–78.
- (with AJ Venables) (1995). „Globalization and the inequality of nations”. Quarterly Journal of Economics. 110 (4): 857—80. JSTOR 2946642. S2CID 154458353. doi:10.2307/2946642.
- (1991) 'Increasing returns and economic geography'. Journal of Political Economy 99, pp. 483–99.
- Krugman, P. R. (1991). „Target zones and exchange rate dynamics”. Quarterly Journal of Economics. 106 (3): 669—82. JSTOR 2937922. S2CID 154356042. doi:10.2307/2937922.
- (1991) 'History versus expectations'. Quarterly Journal of Economics 106 (2), pp. 651–67.
- (1981) 'Intra-industry specialization and the gains from trade'. Journal of Political Economy 89, pp. 959–73.
- (1980) 'Scale economies, product differentiation, and the pattern of trade'. American Economic Review 70, pp. 950–59.
- (1979) 'A model of balance-of-payments crises'. Journal of Money, Credit, and Banking 11, pp. 311–25.
- (1979) 'Increasing returns, monopolistic competition, and international trade'. Journal of International Economics 9, pp. 469–79.

## Spoljašnje veze
- Pol Krugman на веб-сајту  (језик: енглески)